# 도형

평면도형과 입체도형

기하학에서 도형(圖形)은 면, 꼭짓점, 부피 들을 가지고 있는 모든 물체를 뜻한다. 또한 초입체등 3차원보다 더 높은 차원의 도형의 집합이고, 또한 소수 차원의 도형의 집합이기도 하다.
고대로 부터, 특히 문헌상(유클리드 또는 에우클레이데스의  기하학 원론)으로 보았을때, 기원전 그리스에서부터, 도형은 작도의 방법을 통해 체계적으로 사용되어 왔다. 이것은 단순해 보이는 점,선,면,삼각형,원등의 도형들이지만 거기에 머물러 있지 않고  그 이상의 의미가 있음을 나타내는 정의, 공리, 법칙등의 증명으로 사용되었고,  이것은 다시 작도로 증명된 이러한 단순한 도형들속에 내포되었다.
이것은 단순한 도형들이 추상적 의미를 갖게 됨을 의미한다, 즉 일종의 기호가 되는 것이다.
또한 평면 도형 중에서는 닫힌 도형과 열린 도형으로 나뉜다. 닫힌 도형은 시작하는 점과 끝나는 점이 같다. 변으로 둘러싸여 있기 때문에 안과 밖의 구분을 할 수 있으므로 넓이 일정하다. 따리서 닫힌 도형은 둘레를 정확하게 구할 수 있다. 반면에 열린 도형은 시작하는 점과 끝나는 점이 다르기 때문에 변으로 둘러싸여 있지 않아서 안과 밖의 구분을 할 수  없기 때문에 면적이 일정하지 않다. 그러므로 열린 도형은 정해진 넓이가 없으므로 정확한 둘레를 구할 수 없다. (참고로 선분으로 되어 있어도 변으로 둘러싸이지 않아서 열린 도형이거나 닫힌 도형이어도 선분이 아닌 곳 즉 곡선인 부분이 있으면 (원, 부채꼴, 반원, 하트 모양 등이 이에 해당)  다각형이 아니다.)
아래는 기하학원론 제1권의 23개 정의중 일부이다.
1. 점은 쪼갤 수 없는 것이다.
{\displaystyle \qquad \vdots }
14. 도형(꼴)은 둘레나 둘레등에 둘러싸인 것이다.
{\displaystyle \qquad \vdots }
23. 평행선이란 같은 평면에 있는 직선들로서 양쪽으로 아무리 길게 늘여도 양쪽 어디에서도 만나지 않는 직선들을 말한다.
도형을 통한 피타고라스 정리의 증명
정사각형3개와 삼각형1개 그리고 직선들의 도형을 이용해서, 유클리드가 피타고라스 정리를 증명하기 위해 선택한 아이디어는 다음과 같다.(원론 제1권 법칙47)
{\displaystyle {\overline {AC}}^{2}={\overline {AO}}\cdot {\overline {AG}}\qquad ,\qquad {\overline {BC}}^{2}={\overline {OB}}\cdot {\overline {BF}}}
{\displaystyle {\overline {AC}}^{2}+{\overline {BC}}^{2}=\left({\overline {AO}}\cdot {\overline {AG}}\right)+\left({\overline {OB}}\cdot {\overline {BF}}\right)}
{\displaystyle {\overline {AC}}^{2}+{\overline {BC}}^{2}={\overline {AB}}^{2}}
현대에 이르러서는, 도형은 거시적으로 고차원의 도형, 즉 대칭성이나 다(n)차원의 하이퍼 경계면등의 아이디어가  공간군, 평면의 결정군, 초입방체, 테셀레이션등으로 도형의 영역을 확장시키고 있다. 이러한 도형의 n차원과의 연결성의 표현은 차원들간의 하이퍼경계면을 갖고있는 뫼비우스의 띠라는 아이디어의 연장선장에  있다.
미시적으로는 또한 소수 차원의 도형(리만 제타 함수의 복소평면에서의 표현)을 통한 미지수나 함수의 증명의 표현으로도 사용된다.
프랙털(영어: fractal)은 자신의 일부 작은 조각이 전체와 비슷한 모양을 한 기하학적 형태를 말한다.
이러한 자기 유사성의 특징을 갖는 기하학적 도형을 프랙털 구조라고 한다.
자연에서 발견되는 이미지에서도 추상적인 도형의 다양성을 보여주는 사례가 많다.
갖가지 도형
- 뫼비우스의 띠(Möbius strip)
- 복소평면에서의 리만제타함수 표현
- 쥘리아 프랙털
- 앵무조개(Nautilus)의 나선형
- 해바라기의 원형의 규칙성
- 나뭇잎과 가지의 그래프

## 도형의 성질
도형은 좌표평면상에서 수식의 다양한 정보를 담는 객체이다.
이등변삼각형의 성질에 의해서 {\displaystyle sin{\pi  \over 3}={{\sqrt {3 \over 4}} \over 1}}
단위원 상에서 삼각함수의 정보를 담고있는 도형
사각형과 삼각형 그리고 대각선의 크기들
{\displaystyle 1\cdot 1=1}
{\displaystyle 2\cdot 2=4}
{\displaystyle 1^{2}+1^{2}=\left({\sqrt {2}}\right)^{2}}
{\displaystyle 2^{2}+2^{2}=\left({\sqrt {8}}\right)^{2}}
{\displaystyle \left({\sqrt {2}}\right)^{2}+\left({\sqrt {2}}\right)^{2}=\left({\sqrt {4}}\right)^{2}}
이 도형은 피타고라스의 정리를 담고 있다.